# Gunther Ulf Martin
Gunther Ulf Martin (* 23. September 1976 in Aschaffenburg) ist ein deutscher Altphilologe.

## Leben
Nach dem Abitur 1996 am Kronberg-Gymnasium Aschaffenburg studierte er Latein und Griechisch an der Ludwig-Maximilians-Universität München und legte darin 2002 das Staatsexamen ab. Nach der Promotion 2005 in Altertumswissenschaften am Balliol College in Oxford mit der Dissertation Religion in Demosthenes bei Robert Parker war er von 2005 bis 2007 Assistent am Institut für Klassische Philologie in Bern. Von 2007 bis 2010 war er Tutor und Fellow am Lady Margaret Hall als Vertretung für Richard Jenkyns. An der University of Nottingham forschte er als Advanced Research Fellow von 2010 bis 2011. Der Schweizerische Nationalfonds (SNF) förderte ihn von 2011 bis 2014 als Ambizione-Stipendiat am Institut für Klassische Philologie in Bern. Nach der Habilitation 2013 in Bern mit der Studie Euripides: Ion. Edition and Commentary ist er seit 2015 SNF-Förderungsprofessor im Projekt Die Pragmatik des Dialogs in der antiken Tragödie an der Universität Zürich.
Seine Forschungsschwerpunkte sind Tragödie, Rhetorik und die Historiographie der römischen Kaiserzeit, insbesondere Dexippos.

## Schriften (Auswahl)
- Dexipp von Athen. Edition, Übersetzung und begleitende Studien (= Classica Monacensia. Band 32). Narr, Tübingen 2006, ISBN 3-8233-6242-9.
- Divine Talk. Religious Argumentation in Demosthenes (= Oxford classical monographs). Oxford University Press, Oxford u. a. 2009, ISBN 978-0-19-956022-6 (zugleich Dissertation, Oxford 2005).
  - 2. Auflage, ebenda 2011, ISBN 978-0-19-956022-6.
- Euripides – „Ion“: Edition and Commentary (= Texte und Kommentare. Band 58). De Gruyter, Berlin 2018, ISBN 978-3-11-052255-6 (zugleich Habilitationsschrift).